# Jeanine Hennis-Plasschaert
Jeanine Antoinette Hennis-Plasschaert (ur. 7 kwietnia 1973 w Heerlen) – holenderska polityk i urzędnik europejski, od 2004 do 2010 posłanka do Parlamentu Europejskiego, minister obrony od listopada 2012 do października 2017.

## Życiorys
Ukończyła studia na Akademii Europejskiej, po których została zatrudniona w administracji Unii Europejskiej. Pracowała w Komisji Europejskiej, początkowo w Brukseli, zaś następnie (w latach 1998–2000) w jej łotewskim przedstawicielstwie w Rydze. W późniejszym okresie zajmowała się doradztwem gospodarczym w amsterdamskim przedsiębiorstwie KPMG Advisory Services.
Została następnie asystentką polityczną w centroprawicowej i liberalnej Partii Ludowej na rzecz Wolności i Demokracji. W 2004 uzyskała mandat deputowanej do Parlamentu Europejskiego z listy VVD. W VI kadencji PE przystąpiła do grupy Porozumienia Liberałów i Demokratów na rzecz Europy, pracowała też w Komisji Wolności Obywatelskich, Sprawiedliwości i Spraw Wewnętrznych. W 2009 skutecznie ubiegała się o reelekcję. Z Europarlamentu odeszła rok później w związku z wyborem do niższej izby Stanów Generalnych, w 2012 ponownie została posłanką krajową.
5 listopada 2012 objęła urząd ministra obrony w rządzie, na którego czele stanął Mark Rutte. W wyborach w 2017 utrzymała mandat deputowanej na kolejną kadencję. 3 października 2017 ogłosiła ustąpienie ze stanowiska ministra obrony; doszło do tego w następstwie publikacji raportu na temat przyczyn śmierci w wypadku (eksplozji naboju moździerzowego) trzech holenderskich żołnierzy sił pokojowych w Mali. Zakończyła urzędowanie następnego dnia.
W 2018 powołana na specjalnego wysłannika sekretarza generalnego ONZ, stanęła wówczas na czele Misji Wsparcia Narodów Zjednoczonych dla Iraku (UNAMI).